# Inangahua Junction
Inangahua Junction is een kleine plaats in de regio West Coast op het Zuidereiland van Nieuw-Zeeland, 30 kilometer ten noorden van Reefton en 40 kilometer ten zuidoosten van Westport.
De naam van de stad verwijst naar inanga, het Māori woord voor snoekforel. Inangahua Junction heette vroeger Christies Junction.
Een aardbeving op 24 mei 1968 kostte het leven aan 6 mensen en alle 100 inwoners moesten worden geëvacueerd.